# Моя старушка
«Моя старушка» (англ. My Old Lady) — художественный фильм режиссёра Израэля Хоровица, экранизация одноимённой пьесы.

## Сюжет
Матиас, получил наследство от своего отца, отправляется из Нью-Йорка в Париж, где его ожидает квартира в центре города.
Однако, обнаруживает, что в квартире живёт 92-летняя Матильда с дочерью Хлои — квартира продана по системе viager — французская система для покупки квартир, по условиям которой купивший содержит владельца до конца жизни, выплачивая пожизненную ренту в размере 2400 евро в месяц. Для Матиаса, который на мели и собирался быстро разжиться деньгами от продажи недвижимости, — это неприятная неожиданность.
Оставшись без денег и без возможности реализовать задуманное, Матиас остаётся в собственном доме на правах постояльца. Для того чтобы оплатить своё проживание, он продаёт мебель из квартиры, а с потенциального квартирного покупателя получает предоплату.
Общение с жителями квартиры открывает новые факты о его отце, у которого был длительный роман с Матильдой уже в то время, когда оба были женаты. Между Матиасом и Хлои возникает роман, в результате которого отклоняется денежное предложение по продаже квартиры, а Матильда рекомендует продать квартиру по системе viager и не беспокоиться о денежном содержании.

## В ролях
- Мэгги Смит — Матильда Жирар[1]
- Кевин Клайн — Матиас (Джим) Голд[2]
- Кристин Скотт Томас — Хлои Жерар[3]
- Доминик Пинон — Огюст Лефевр[4]
- Стефан Фрейсс — Франсуа Рой
- Ноэми Львовски — Флоренс Горовиц, доктор
- Стефан Де Гродт[англ.] — Филипп
- Майкл Бурстин — раввин на велосипеде
- Рафаэль Мутье — женщина на велосипеде
- Эли Важеман — человек у ворот
- Sophie Touitou — оперная певица
- Кристиан Раут — мебельный старьёвщик
- Дэльфин Лэнсон — уборщица